# Losînivka
Losînivka (în ucraineană Лосинівка) este o așezare de tip urban din raionul Nijîn, regiunea Cernihiv, Ucraina. În afara localității principale, mai cuprinde și satul Pohrebeț. În secolul al XIX-lea, satul făcea parte din volostul Losînivka, uezdul Nijîn.

## Demografie
Componența lingvistică a așezării de tip urban Losînivka
     Ucraineană (99,29%)
     Alte limbi (0,69%)
Conform recensământului din 2001, majoritatea populației așezării de tip urban Losînivka era vorbitoare de ucraineană (99,29%), existând în minoritate și vorbitori de alte limbi.